# دانیل کارلایل
دانیل کارلایل (انگلیسی: Daniel Carlisle؛ زادهٔ december ۱۴, ۱۹۵۵ (۶۹ سال)) ورزشکار ورزش تیراندازی اهل ایالات متحده آمریکا است.
وی در مسابقات کشوری و بین‌المللی در مجموع برندهٔ ۱ مدال برنز شده‌است.